# Stanislav Polčák

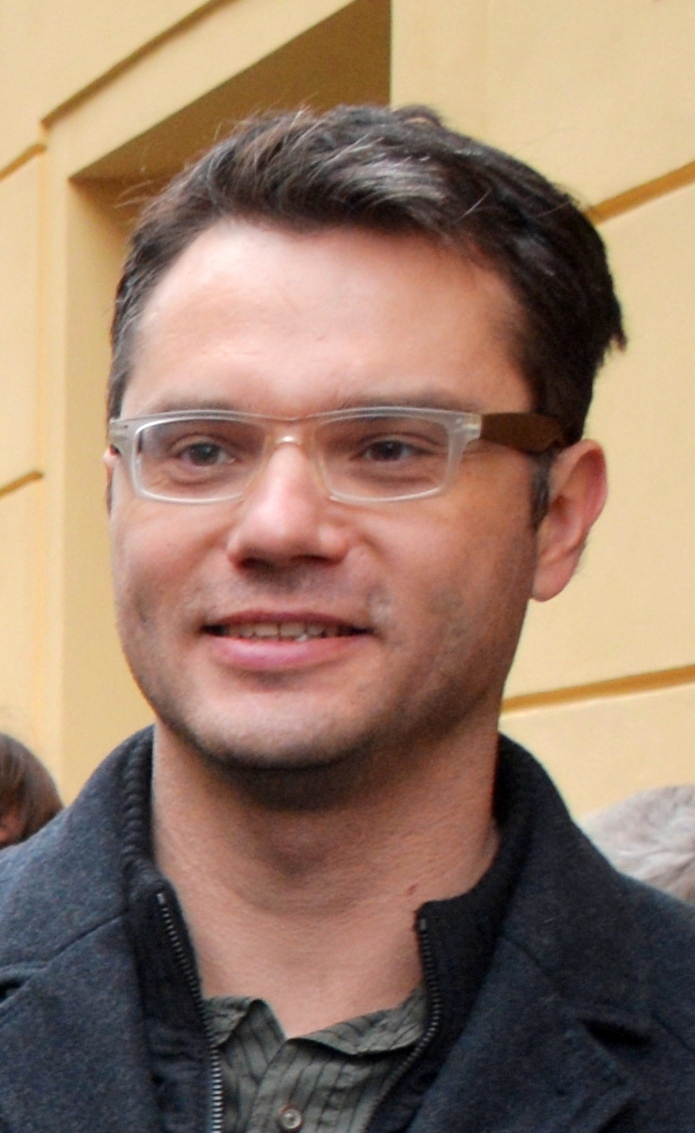
Stanislav Polčák (2016)

Stanislav Polčák (* 21. Februar 1980 in Slavičín) ist ein tschechischer Politiker der Starostové a nezávislí.

## Leben
Seit 2014 ist Polčák Abgeordneter im Europäischen Parlament. Dort ist er Stellvertretender Vorsitzender im Ausschuss für regionale Entwicklung und Mitglied in der Delegation für die Beziehungen zu Australien und Neuseeland.